# Hermann Heimpel
Herman Heimpel (né le 19 septembre 1901 à Munich et mort le 23 décembre 1988 à Göttingen) est un historien allemand dont les recherches se concentrent sur la fin du Moyen Âge.
Surtout, Heimpel travaille sur les réformes impériales et ecclésiastiques de la fin du Moyen Âge. Il enseigne comme professeur d'histoire médiévale et moderne aux universités de Fribourg (1931-1934) et de Leipzig (1934-1941), à l'Université du Reich de Strasbourg (1941-1945) et à l'Université de Göttingen (1946-1955). Dans les décennies après 1945, Heimpel a un impact majeur sur les études médiévales allemandes. Parallèlement, il joue un rôle clé dans la politique scientifique et éducative de l'après-guerre. Dans les années 1950, Heimpel créé avec succès l'Institut Max-Planck d'histoire (de) à Göttingen et en est le premier directeur de 1957 à 1971. Cela lui permet de créer une deuxième institution influente pour les études médiévales aux côtés de l'université. Göttingen devient un centre de recherche médiévale. Heimpel est l'un des rares historiens à avoir publiquement réfléchi à leur implication dans l'ère nazie. Depuis la Journée des historiens (de) de Francfort en 1998, sa relation au national-socialisme fait l'objet de controverses dans les études historiques.

## Biographie

### Premières années
Les ancêtres paternels d'Hermann Heimpel viennent de Lindau, les ancêtres de la mère viennent des Pays-Bas. Heimpel est né dans une famille évangélique luthérienne à Munich, fils de Jeanette Elisabeth Heimpel née Brack (1869-1948) et de l'ingénieur ferroviaire Hermann Martin Heimpel (1859-1939). Son père est l'un des pionniers de l'électrification des chemins de fer. De Murnau à Oberammergau, il construit la première voie électrifiée pour les chemins de fer locaux bavarois.
Né en 1901, Heimpel appartient à la « génération des jeunes de la guerre ». Il appartient à une génération qui a vécu la Première Guerre mondiale dans son enfance ou sa jeunesse à la maison. Dans la phase importante de leur socialisation, cette génération ne peut s'orienter vers des modèles masculins, puisque leurs pères ont combattu au front. Selon le livre très cité d' Ernst Günther Gründel (de) de 1932, une conséquence directe est "l'ouverture inhabituellement précoce de l'âme de l'enfant à la vue d'ensemble, aux préoccupations nationales, sociales et enfin aussi internationales et à l'expérience collective en général". Il en résulte une nouvelle génération d'"objectivité" qui privilégie le factuel au personnel.

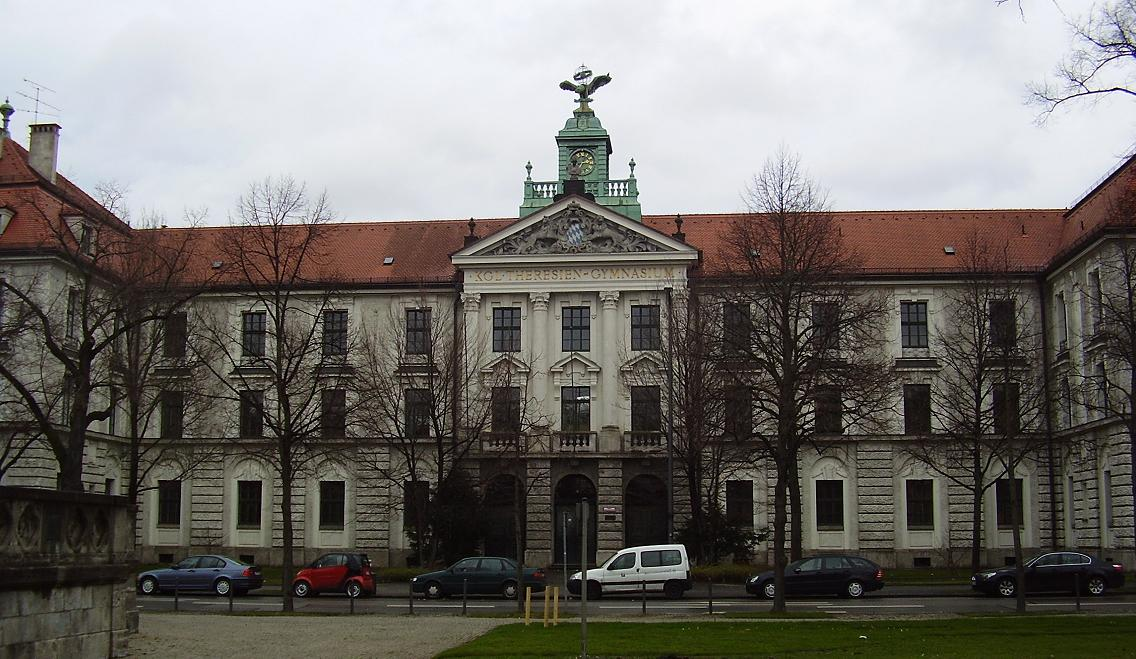
Lycée Thérèse à Munich

Heimpel fait ses études au lycée Thérèse de Munich (de). Là, il se lie d'amitié avec Albrecht Haushofer (de). En avril 1920, Heimpel combat dans le « corps franc Epp (de) » dans la région de la Ruhr contre l'Armée rouge de la Ruhr. De 1920 à 1924, il étudie l'histoire, l'allemand et les sciences politiques aux universités de Munich et de Fribourg. Il assiste en tant que témoin oculaire à la tentative de coup d'État d'Adolf Hitler le 8 novembre 1923 dans la Bürgerbräukeller de Munich. À Munich, Siegmund Hellmann (de) et Rudolf von Heckel (de) sont particulièrement influents en tant que professeurs universitaires pour Heimpel. Avec Heckel, il acquit des connaissances en paléographie, en technique d'édition et en latin médiéval. Hellmann ouvre la voie de Heimpel à Fribourg avec des lettres de recommandation personnelles. Là, il noue des contacts étroits avec Arnold Berney (de) et Rudolf Stadelmann (de). En 1924, alors qu'il n'a pas encore 23 ans, Heimpel obtient son doctorat du professeur national-conservateur d'histoire médiévale Georg von Below à Fribourg avec une étude économico-historique des métiers et de l'artisanat de la ville de Ratisbonne au Moyen Âge. La thèse est publiée dans une version étendue en 1926. Below est un ennemi résolu de la démocratie et de la République de Weimar. Heimpel assure plus tard que Below a "épargné aux étudiants ses convictions et ses combats politiques". Mais la position politique de l'enseignant ne reste pas totalement sans effet sur ses étudiants, car elle les incite finalement à approuver ou à se distancer.
Après son doctorat, Heimpel rejoint Heinrich Finke, chez qui il habite pendant quatre ans. De 1924 à 1927, il travaille sur l'édition de Finke des Actes du Concile de Constance (Acta Concilii Constantiensis) . En 1927, il s'habilite avec Gerhard Ritter, Georg von Below et Heinrich Finke pour l'histoire médiévale à l'Université de Fribourg avec l'ouvrage Le roi Sigismond et Venise. L'ouvrage reste inédit. Heimpel se marie le 11 avril 1928 avec le professeur de doctorat Elisabeth Michel (de). Elle est une fille du conseiller privé de la justice et membre du conseil d'IG Farben Oskar Michel. Le mariage donne naissance à cinq enfants, dont le professeur de médecine à Ulm Hermann Heimpel (de) (1930-2014). Toujours en 1928, Heimpel devient l'assistant de Ritter à Fribourg. Grâce à ses talents de rhétorique, il a un grand impact avec ses conférences. En 1931, avant son trentième anniversaire, il est nommé à la chaire de son professeur Georg von Below à Fribourg, succédant à Erich Caspar (de). En 1932, l'ouvrage majeur de Heimpel sur Dietrich von Nieheim (de) est publié. Un an plus tard, il publie une édition du Dialogue de Dietrich sur l'union et la réforme de l'Église en 1410 (De modis uniendi et reformandi ecclesiam in concilio universali).

### Recherche et enseignement pendant le national-socialisme (1933-1945)
Comme Heimpel est déjà professeur avant 1933 et occupe également une position professionnelle stable, il n'est pas contraint de faire de concessions politiques majeures au régime national-socialiste. Il ne rejoint pas le NSDAP, mais il est membre de l'Association nationale-socialiste des enseignants allemands (de). Bien que Heimpel n'est pas membre du parti, il n'est pas l'un des opposants au régime. Il se félicite de la prise du pouvoir par les nationaux-socialistes. Dans ses conférences, il célèbre la "révolution nationale" en 1933. Dans son discours tenu en 1933 et dédié au recteur de Fribourg Martin Heidegger, Le Moyen Âge allemand - le destin de l'Allemagne, il classe le Moyen Âge comme faisant partie de l'idéologie national-socialiste. La volonté politique du Troisième Reich reprend la tonalité de l'Empire médiéval "ce que le Reich actuel devrait être : unité, règne du Führer, mission occidentale". Heimpel considère le " Troisième Reich " des nationaux-socialistes comme la continuation légitime de l'"Empire médiéval" et de l'Empire allemand. Le 14 novembre 1933, lors d'une conférence à ses étudiants de Fribourg, il déclare que l'histoire allemande de la fin du Moyen Âge est leur "guide vers la liberté, vers une nouvelle Allemagne, vers un nouvel Occident". Heimpel voit l'Allemagne dans son histoire comme une victime de la France. Il soutient que les politiques des rois allemands médiévaux ne sont pas «impérialistes» par aspirations expansionnistes; Au contraire, ils agissent par « souci de la foi, de la pureté de l'Église dans la tête et les membres » et par « souci de l'état du monde ordonné par Dieu ». Il interprète en revanche la politique française depuis le XIIe siècle comme une "politique d'expansion contre l'Allemagne" qui a désormais atteint son terme. Johannes Fried (de) voit dans ces « préfaces » aux étudiants du début du semestre d'hiver 1933/34 un « pathos glorifiant [la terreur] » se dévoiler. Josef Fleckenstein (de) interprète le discours de Heimpel de 1933 , Le Moyen Âge allemand - Le destin de l'Allemagne, comme l'aboutissement de son rapprochement avec le régime national-socialiste. Contre Fleckenstein, Frank Rexroth (de) souligne qu'il y a des déclarations similaires de Heimpel des années suivantes.
Heimpel n'est pas politiquement impliqué. Selon Klaus P. Sommers, il aurait pu voter pour le DDP, le DVP et, en septembre 1930, le SPD. Heimpel lui-même déclare dans des questionnaires alliés en 1946 qu'il a voté pour le DVP en novembre 1932 et mars 1933.
En 1934, Heimpel devient membre à part entière de l'Académie des sciences de Heidelberg. La même année, il s'installe à l'Université de Leipzig. Il y succède à son ancien professeur Hellmann, déjà licencié par les nationaux-socialistes en avril 1933. Dans une appréciation non publiée de Hellmann trouvée dans son domaine, Heimpel rapporte une conversation qu'il a avec Heimpel et sa sœur Wilma le soir du Nouvel An 1932/33. Dans ce document, Hellmann prédit qu'il s'attendrait à son licenciement illégal au printemps 1933 après l'arrivée au pouvoir des nationaux-socialistes. Dans une lettre du 3 Le 19 mai 1933, Hellmann rappellr à Heimpel sa déclaration du Nouvel An, à laquelle Heimpel n'a pas voulu croire. Le soir du Nouvel An, Hellmann veut également Heimpel comme son successeur. L'érudit juif est licencié à la suite de la loi sur les fonctionnaires de carrière introduite par les nationaux-socialistes le 7 avril 1933. Hellmann se retrouve dans une situation économique difficile et doit demander un prêt à Heimpel en 1935. Le contact entre eux prend fin avec les remerciements de Hellmann pour cela. Hellmann vit une vie isolée pendant les années suivantes. En 1942, il est déporté dans le camp de concentration de Theresienstadt.
La conférence inaugurale de Heimpel à Leipzig traite du sujet d'Alexandre de Roes et de la confiance en soi allemande au XIIIe siècle. Un an après sa nomination à Leipzig, Heimpel est nommé le 5 juin 1935 membre à part entière de l'Académie des sciences de Saxe à Leipzig. Jusqu'en 1941, il enseigne comme professeur d'histoire médiévale à Leipzig. Un contact étroit se développe pendant cette période avec Herbert Grundmann (de), dont l'intérêt pour l'histoire intellectuelle de la fin du Moyen Âge est partagé par Heimpel. Ensemble, les deux érudits éditent l'édition des écrits d'Alexandre de Roes pour la série Monumenta Staatsschriften des späteren Mittelalters.
La relation de Heimpel avec l'idéologie nationale-socialiste pendant son temps en tant que professeur d'université à Leipzig reste ambivalente. À Iéna, il soutient sans réserve son élève Eberhard Otto, membre des SS et propagateur du culte germanique et du Führer, contre Michael Seidlmayer (de), qu'il décrit dans une lettre de 1942 à Rudolf Stadelmann (de) comme un « crapaud central subalterne ». En même temps, il promeut Hermann Mau (de), qui critique le national-socialisme.
À partir de 1936, Heimpel est membre de la commission historique de l'Académie bavaroise des sciences. Son adhésion dure 52 ans, plus longtemps que tout autre des 150 membres depuis sa fondation en 1850. À l'occasion du millième anniversaire de la mort de l'empereur Henri Ier, qui est célébré avec un grand effort de propagande en 1936, Heimpel publie un article dans le magazine à orientation nazie Vergangenheit und Gegenwart (de). Là, il s'interroge sur les conditions d'émergence du "Premier Reich". De telles contributions appartiennent aux centres d'intérêt typiques de l'époque dans les études médiévales. Deux mois avant le début de la guerre, Heimpel est apparemment convaincu que la politique étrangère d'Hitler est pacifique. Dans la même année, il montre dans une fête nationale française (14 juillet 1939) son aversion pour la France. Rendant hommage au « Führer du IIIe Reich », il décrit la France comme le pays d'un « type spécial d'étrangers », comme « le pays des frères hostiles, malveillants, secrètement aimés [. . . ] Seuls des frères peuvent être tués et aimés en même temps ». Dans les écrits de Heimpel, Ursula Wolf ne peut trouver "aucune indication d'un rejet de la guerre qui a commencé en 1939". Après le début de la campagne contre la France, Heimpel écrit : « La France est de nouveau entrée en guerre contre l'Allemagne [. . . ]. La guerre avec la France est quelque chose de spécial, elle a un rang supérieur, le rang de réciprocité et d'inimitié à la fois. Ernst Schulin (de) constate que Heimpel a un "affect anti-français remarquable" avec lequel il "s'est approché le plus de la vision national-socialiste de l'histoire".
Après Hartmut Boockmann et Josef Fleckenstein, Heimpel s'oppose courageusement aux déclarations ethniques et racistes. La critique de Heimpel de la position du germaniste Otto Höfler (de) à la Journée de l'historien d'Erfurt en 1937 en est citée comme preuve. Fleckenstein affirme que Heimpel s'oppose "au mythe germanique propagé par le germaniste Otto Höfler et à la tentative de réduire l'histoire allemande à la composante germanique". Cependant, cette vision ne trouve plus d'approbation dans le monde professionnel. Après Anne Christine Nagel, Heimpel s'exprime dans sa critique de Höfler. Il soutient la thèse de Höfler d'une continuité germanique. Selon Frank Rexroth (de), en 1937, Heimpel loue expressément le travail du scientifique racial Adolf Helbok devant l'Académie des sciences de Saxe réunie.
En 1938, Heimpel publie son important récit de la fin du Moyen Âge dans le Handbuch der Deutschen Geschichte édité par Otto Brandt (de), Arnold Oskar Meyer et Leo Just (de). En août 1939, il est enrôlé dans la Wehrmacht. En 1939, il sert comme capitaine dans le bataillon Panzerjäger 24 de la 24e division d'infanterie éprouvée. Heimpel lui-même déclare ce qui suit dans un questionnaire du gouvernement militaire allemand en 1946 : Il a atteint le grade de lieutenant dans la réserve et a reçu la croix de fer de 2e classe, l'insigne de combat général et l'insigne des blessés d'argent. En raison d'une blessure subie sur le front occidental, il est renvoyé de la Wehrmacht. Plus tard, il attache de l'importance au fait qu'il n'a pas atteint un grade militaire particulièrement élevé et en fait une coquetterie avec des collègues qui ont également été officiers dans la Wehrmacht, bien qu'à des grades supérieurs.
En 1941, Heimpel reçoit un appel à l'Université du Reich de Strasbourg nouvellement fondée, qui doit servir d'université modèle pour les nationaux-socialistes après la victoire sur la France. Il accepte l'appel, bien qu'il soit conscient que l'enseignement dans le Strasbourg récemment conquis ne se fera pas sans problèmes. Pour Heimpel, c'était "un cadeau du ciel" de pouvoir faire des recherches sur l'histoire médiévale en Alsace. En 1941, il publie dans le Straßburger Monatshefte un article de base sur les tâches des Die Erforschung des deutschen Mittelalters im deutschen Elsaß. Il y reconnaît explicitement l'État national-socialiste comme le successeur légitime de l'Empire allemand : « Ce Reich est aussi l'ordre de l'Europe en son sein. Avec son sang, il défend le passé et l'avenir de l'Europe contre un monde barbare qui ne connaît pas de passé. À Strasbourg, Heimpel traite des Staufer en Alsace et de l'histoire de la Bourgogne à la fin du Moyen Âge. En 1942 et 1943, il publie des articles sur Frédéric Barberousse, Pierre de Hagenbach et Charles le Téméraire. Il salue la guerre germano-soviétique et défend sa poursuite en 1943.
À partir de 1943, Heimpel est membre correspondant de l'Académie des sciences de Heidelberg. Au semestre d'hiver 1944/45, il succède à la vice-présidence de Percy Ernst Schramm à Göttingen. Fin novembre 1944, Heimpel et sa famille doivent quitter Strasbourg à cause de l' avancée des troupes françaises. Après avoir quitté l'Alsace, il héberge pendant plusieurs années la famille du constitutionnaliste strasbourgeois Ernst Rudolf Huber, dont Wolfgang Huber (de), dans sa maison de vacances de Falkau en Haute-Forêt-Noire (de).
À Falkau, il se consacre à la lecture de la littérature classique et écrit son roman autobiographique Die halbe Violine. Dans cette présentation, Heimpel ne traite pas du passé allemand récent, mais du souvenir de ses années à Munich. La section sur la tentative de putsch d'Hitler les 8 et 9 novembre 1923 est cependant sauté. Dans une critique de Fridolin Solleder (de), l'autobiographie est décrite comme "une image contemporaine et un document culturel de l'âge bourgeois".

### Période d'après-guerre
En février 1946, une nomination à l'Université Louis-et-Maximilien de Munich pour la chaire d'histoire médiévale, vacante depuis 1941, échoue en raison de la politique de dénazification du gouvernement militaire américain. Selon Peter Herde (de), Heimpel supprime la raison réelle de cet échec et donne des motifs confessionnels comme cause: le "poison des chaires de concordat depuis longtemps dépassées" se coagule en une "politique du personnel noir" dans laquelle "les vrais motifs ne sont jamais ouverts". En Bavière, Heimpel voit émerger « la politique confessionnelle catholique ou le particularisme bavarois ». Cependant, les deux membres du comité des nominations, Rudolf von Heckel (de) et Heinrich Günter (de), qui appartenaient à la Société Görres catholique, soutiennent la première place de Heimpel.
Werner Heisenberg, un ami de Heimpel, écrit pour le processus de dénazification de Heimpel le 23 mai 1946 un rapport disculpatoire. "Je sais par de nombreuses conversations que M. Heimpel a suivi l'évolution politique en Allemagne depuis 1933 avec la plus grande inquiétude et que les idéologies et slogans du gouvernement de l'époque ne lui ont pas fait la moindre impression positive. [. . . ] Dans tous les cas qui me sont connus, M. Heimpel a représenté la cause de la science et la cause du droit contre les attaques de la soi-disant vision du monde et de la violence".
Le 25 août 1949, Heimpel devient membre de l'Académie des sciences et des lettres de Mayence. Le 1er octobre 1949, il est nommé professeur ordinaire d'histoire médiévale et moderne à l'université de Göttingen. De 1946 à 1988, Heimpel est membre de la direction centrale de la Monumenta Germaniae Historica, plus longtemps que quiconque auparavant. En décembre 1947, il devient membre de l'Académie des sciences de Göttingen.
Dans la seconde moitié des années 1950, Heimpel et son collègue Percy Ernst Schramm font du Séminaire historique de Göttingen l'un des centres d'études historiques les plus respectés d'Allemagne. Dans les années qui suivent, un certain nombre de titres et de fonctions sont ajoutés. En 1948, avec Gerhard Ritter, Hermann Aubin (de) et Herbert Grundmann, il fait partie du comité fondateur de l'association des historiens allemands, fondée à Munich en 1949 lors de la première conférence des historiens allemands après la guerre. Ritter est élu président et Heimpel est devient secrétaire. En 1950, en tant que l'un des huit délégués de l'Association des historiens allemands, il participe à la première Journée internationale des historiens de l'après-guerre à Paris. Au semestre d'hiver 1953/54, il prend la direction de l'Université de Göttingen. Il est également élu président de la Conférence des recteurs ouest-allemands (de) en 1953. Heimpel est également vice-président de la Fondation allemande pour la recherche.
En 1957, Heimpel devient le premier directeur de l'Institut Max-Planck d'histoire (de) de Göttingen, qu'il dirige jusqu'en 1971. Avec la fondation, Heimpel veut se rattacher à l'Institut Empereur-Guillaume d'histoire allemande, fondé en 1917 par Paul Fridolin Kehr (de) et fermé en 1944.

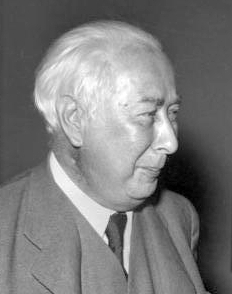
Theodor Heuss (1953)

Heimpel maintient des contacts étroits avec le président fédéral Theodor Heuss. Avec Heuss et le coéditeur de FAZ Benno Reifenberg (de), il publie l'ouvrage en cinq volumes Die großen Deutschen. En 1957/58, il est discuté comme successeur de Heuss au poste de président fédéral, bien qu'il n'est pas affilié à un parti. L'une des raisons en est « l'affaire Schlüter ». Le nouveau ministre de l'Éducation de Basse-Saxe, Leonhard Schlüter (de), doit démissionner après quelques jours en 1955 en raison des protestations de plusieurs professeurs de Göttingen, de l'administration universitaire et d'étudiants contre la publication d'œuvres d'éminents auteurs nazis dans sa maison d'édition de Göttingen. Heimpel soutient également la protestation. Schlueter publie plus tard une polémique qui contenait également des déclarations incriminantes sur le passé nazi de Heimpel. Dans une lettre à Heuss, Heimpel déclare que divulguer son passé "ne l'effrayerait pas exactement ni ne le dissuaderait" de se présenter aux élections, mais il craint que la présidence ne soit endommagée "indésirablement". Comme motif supplémentaire de rejet de la candidature, il cite ses nombreux mandats et fonctions scientifiques; il fait savoir qu'en tant que scientifique, le politique lui est finalement étranger. Heimpel s'abstient également d'assumer un mandat au Bundestag pour le membre social-démocrate du Bundestag Adolf Arndt (de) parce qu'il veut se concentrer sur son travail de directeur de l'Institut Max-Planck d'histoire.
Depuis 1955, Heimpel appartient au conseil consultatif scientifique de la série non romanesque Rowohlts deutsche Enzyklopädie (de). De 1958 à 1962, il est membre du conseil d'administration de la Fondation Friedrich-Naumann pour la liberté.
Dans le débat sur la réforme de l'enseignement supérieur des années 1960 et 1970, Heimpel admet moins sa propre erreur humaine à l'époque nazie et blâme plutôt la science : l'université ne favorise pas suffisamment le développement de la personnalité et ne permet donc pas aux universitaires de résister au national-socialisme. En 1965, il donne une conférence solennelle intitulée Liebeserklärung an die deutsche Universität à l'occasion du 35e cours de perfectionnement pour médecins à Ratisbonne. Il y admet : « Car bien que j'aie acquis suffisamment d'érudition historique, je n'avais pas acquis assez d'éducation historique [. . . ]". En plus de la recherche et de l'enseignement, l'université devrait assumer un troisième domaine de responsabilité avec l'éducation humaine. À Göttingen, cela a conduit à la fondation de la résidence étudiante Historisches Colloquium en 1953. Malgré les critiques sur le fonctionnement de l'université, Heimpel constate que l'université allemande est "saine dans son cœur". Il s'oppose aux manifestations étudiantes du soi-disant mouvement de 68. La critique générale du professeur d'université (Unter den Talaren – Muff von 1000 Jahren (de)) le touche profondément. Heimpel parle alors du « métier déshonorant du professeur ».
Heimpel prend sa retraite en 1966 le plus tôt possible. En tant que professeur universitaire, il a de nombreux élèves, dont Hartmut Boockmann, Irene Crusius (de), Arnold Esch (de), Karl Hauck (de), Helmut Ibach (de), Joachim Leuschner (de), Hermann Mau (de), Wolfgang Metz (de), Heinz Quirin (de) et Gerhard Taddey. Cependant, aucune école ne se développe dans le sens d'un cercle d'étudiants ayant un domaine de recherche commun. Après sa retraite, Heimpel se concentre davantage sur le travail à l'Institut Max-Planck d'histoire. Son séjour là-bas en tant que directeur se termine en 1971. Dans le cadre du plan de succession, un changement important dans la structure de l'institut est apporté : en octobre 1971, Rudolf Vierhaus et Josef Fleckenstein (de) prennent conjointement la direction de l'Institut Max-Planck d'histoire. C'est Heimpel qui a proposé de confier la direction de l'institut à deux directeurs. L'un des directeurs doit se concentrer sur le Moyen Âge, l'autre sur l'époque moderne.
En avril 1972, la première épouse de Heimpel, l'enseignante bien connue Elisabeth Heimpel (de), décède de façon inattendue. En 1973, il se marie avec Inga Sahl (1921–2002). En avril 1988, Heimpel tombe gravement malade. Il est mort le 23 décembre 1988 à la clinique universitaire de Göttingen.

## Travaux
Les principaux domaines de recherche de Heimpel comprennent la réforme de l'Empire et de l'Église aux XIVe et XVe siècles, la Bourgogne et la fin du Moyen Âge dans son ensemble. Sa préoccupation de toute une vie pour la réforme de l'Église et de l'Empire fait de lui une sommité dans l'histoire de l'Église à la fin du Moyen Âge. En 1938, il publie les résultats de ses recherches détaillées sur l'histoire économique, intellectuelle et culturelle de la fin du Moyen Âge sous une forme préliminaire sous le titre Deutschland im späten Mittelalter et en 1957 sous le titre Deutschland im späteren Mittelalter. Les principaux domaines de recherche du nouvel Institut Max-Planck d'histoire étaient la recherche sur le Palatinat, la Germania Sacra et la fin du Moyen Âge. Le but de la Germania Sacra était le traitement systématique des sources sur l'histoire des diocèses allemands, des chapitres cathédraux, des monastères et des abbayes. Un "répertoire" de tous les palais royaux allemands est lancé dans le cadre de la recherche sur les palais. Heimpel fonde également la nouvelle édition du "Dahlmann-Waitz", la bibliographie faisant autorité sur l'histoire allemande. À la fin du Moyen Âge, l'histoire des églises, des conseils et de l'éducation est au premier plan. Aucun des projets à grande échelle initiés par Heimpel n'a été achevé à la fin de son mandat de directeur.
Heimpel acheve l'édition des Actes du Concile de Constance (Acta Concilii Constantiensis) . Avec Herbert Grundmann, il ouvre le département Staatsschriften des späteren Mittelalters à la Monumenta Germaniae Historica avec l'édition de 1949 des écrits d'Alexandre de Roes. Pendant de nombreuses années, il est responsable des Staatsschriften. En tant que membre de la Commission historique de l'Académie bavaroise des sciences, il est responsable de l'ancienne série Deutschen Reichstagsakten de 1936.
Heimpel publie des dossiers contre les Hussites et les rend accessibles par le biais de commentaires. Sa plus grande réalisation est son œuvre tardive Die Vener von Gmünd und Straßburg 1162-1447. Il termine l'ouvrage en trois volumes de plus de 1 600 pages au cours des 15 années entre sa retraite et son 80e anniversaire. L'histoire d'une famille bourgeoise du XIIe au XVe siècle y est présente. L'enquête est centrée sur l'avocat et proto-notaire Job Vener (de), par l'intermédiaire duquel Heimpel a découvert de nombreuses nouvelles idées. La représentation est considérée comme un grand travail de recherche médiévale. Paul Uiblein (de) déclare dans sa revue publiée en 1985 : « Presque tous les problèmes de la réforme impériale et ecclésiastique du XIVe et de la première moitié du XVe Siècle sont abordés dans ces volumes dans le brillant style de Heimpel, de sorte que cet ouvrage [...] sera indispensable pour une connaissance approfondie de nombreux domaines de la fin du Moyen Âge allemand. Cependant, Heimpel ne présente pas une histoire complète des derniers conciles médiévaux ou de la fin du Moyen Âge. Dans les années 1980, Heimpel suit les débuts de la lecture de l'Évangile au pouvoir lors du service de Noël et de la messe du couronnement dans plusieurs études. Heimpel prouve qu'ils sont une innovation des XIVe et XVe siècles.
À l'automne 1964, à l'occasion du 500e anniversaire de l'ouverture du Concile de Constance, Heimpel donne une conférence lors d'une conférence du Groupe de travail de Constance sur l'histoire médiévale (de): Le XVe siècle en crise et persistance. Sa conférence vient à la fin d'une période d'évaluation au cours de laquelle le XVe siècle a reçu "la pire note" des historiens. La conférence de Heimpel introduit un changement de paradigme dans les études médiévales allemandes. Dès 1980, dans le cadre de la série Oldenbourg Grundriss der Geschichte (de), le XVe siècle comme le seul siècle spécifiquement traité thématiquement. Aucun siècle n'est autant exploré ces derniers temps que le quinzième.
Sa capacité à s'exprimer dans la langue contribue également à l'importance de Heimpel, comme le montre sa description de l'empire tardif médiéval : "Autour des multiples images de fierté noble et bourgeoise dans un art plus intime, dans le flux et le reflux d'une économie trépidante, dans la richesse et la pauvreté criante, les poids du pouvoir oscillent sans repos". En 1985, il reçoit le prix Sigmund-Freud de l'Académie de langue et de poésie de Darmstadt pour la prose scientifique, principalement pour Die Halbe Violine (1949), l'histoire autobiographique de sa "Jeunesse dans la capitale et ville de résidence de Munich". Selon Horst Fuhrmann, le halbe Violine est « exécuté dans un langage inimitable, saisissant, flottant, proche de l'action et pourtant distant, privé et individuel et pourtant commun ».

### Façonner l'image du Moyen Âge chez les Allemands
Heimpel a présenté aux Allemands l'Empire médiéval comme le pouvoir qui domine l'Europe du Xe au XIIe siècle, qui est supérieur aux autres peuples et qui conférait la plus haute dignité séculière avec l'Empire. Au cours du Moyen Âge, les empereurs perdent toutefois cette position de pouvoir. Cette vision de l'histoire, forgée par l'Empire allemand et la République de Weimar, entre autres par Karl Hampe, est puissamment regroupée par Heimpel l'année de la «prise du pouvoir» national-socialiste sous le titre Deutschlands Mittelalter – Deutschlands Schicksal. Dès le début de la conférence, il annonce : "Le Moyen Âge allemand est le début de l'Allemagne en puissance, en taille et en renommée mondiale [. . . ]. C'est pourquoi, dans le cœur du Troisième Reich, il y a un sentiment fort et vivant que dans ce Premier Reich des Allemands, le Reich de l'effort héroïque, du pouvoir et de l'unité, il doit y avoir des archétypes de l'existence allemande, après quoi les jeunes d'aujourd'hui sont à nouveau s'instruisant et les hommes agissent. “  Dans les Xe et XIe siècles, selon Heimpel, le royaume allemand est à l'apogée de sa puissance. « Dans ce pouvoir, cependant, il y a aussi un principe d'ordre. Car le service mondial, et non la domination mondiale, est le contenu du Reich : les Allemands sont les grands administrateurs parmi les peuples européens. Selon Heimpel, l'Église réformée, la noblesse et les autres nations chrétiennes sont responsables du déclin du pouvoir royal allemand. Ils n'ont pas apprécié ce service rendu par les Allemands. Même dans ses conférences très acclamées des années 1950, Heimpel identifie de "fines fissures" dans le pouvoir royal pour la période salienne, au cours de laquelle l'empire tombe dans la "gorge" de la controverse sur les investitures. À Canossa, « l'ancienne royauté sacrée [...] reçoit la blessure mortelle que les Staufer ne pouvaient plus guérir. La mise en ordre de l'Europe par les Allemands est l'héritage du Moyen Âge pour le présent. Cette vision de l'histoire a un impact significatif sur l'identité nationale des Allemands. Par ses remarques, Heimpel prépare le terrain intellectuel d'une politique qui vise à redonner à l'Allemagne une position dominante en Europe. Ce tableau historique, créé avant 1933 et exagéré par Heimpel, est exploité par les nationaux-socialistes.

### Traitement du passé
Après 1945, Heimpel est l'un des rares universitaires à parler publiquement de leurs erreurs politiques. Il passe par un processus d'apprentissage. Pas plus tard qu'en mai 1949, il écrit dans une lettre à Gerhard Ritter que beaucoup de personnes "atteignent un rang SA comme une jeune fille". En décembre 1949, dans une lettre à Gerhard Ritter, il refuse clairement de donner des informations sur sa relation au national-socialisme. Même dans la période d'après-guerre, Heimpel reste fidèle aux anciens schémas d'interprétation politico-historiques. S'il présente l'Allemagne à ses auditeurs en 1933 comme la victime séculaire de l'expansionnisme français, il voit aussi les Allemands dans le rôle de victime après 1945, comme il l'explique dans sa conférence Deutsche Geschichte, qu'il tient dans les années 1950.
Le concept de « faire face au passé » vient de Heimpel. Le jour du deuil national de 1955, dans son discours À propos de la mort pour la patrie, dans lequel il aborde l'occupation alliée et sa politique de dénazification, il évoque la « revanche des cruels vainqueurs ». Ce faisant, il suit un schéma d'interprétation largement répandu à l'époque. Mais il parle également des Juifs qui ont été assassinés dans les camps de concentration et les chambres de la mort. Ce faisant, il rend obsolète une glorification héroïque de mourir pour la patrie. Dans son discours du Nouvel An à la radio nord-allemande et ouest-allemande le 1er janvier 1956, Heimpel appelle à un souvenir de l'histoire allemande comme forme de pénitence pour une culpabilité. Dans son étude publiée en 2003, Nicolas Berg voit dans l'œuvre de Heimpel des années 1950, aux côtés de celle de Fritz Ernst (de) et de Reinhard Wittram (de), une "première étape nécessaire sur la voie du discours sur le génocide". Pour Berg, les efforts de Heimpel sont une "transformation d'une confrontation avec le passé national-socialiste [...] du paradigme de la culture de la honte de la honte nationale et de la perte d'honneur [...] à un paradigme de la culture de la culpabilité de la responsabilité".
Selon la conférence de Heimpel de 1959 sur les tâches actuelles de la science historique, la science historique a deux tâches. Elle remplit l'un d'eux « si elle maîtrise le temps dans une pensée ordonnée ». L'autre tâche consiste à "libérer les gens de leurs conditions sombres, du ressentiment et du tabou, de la loi de la pression et de la contre-pression, de l'action et de la réaction, de la partialité, de la colère et d'une conscience non résolue : l'histoire se réconcilie avec le passé ". Heimpel n'utilise pas le terme « accepter le passé », qui n'est pas encore établi à l'époque, dans le sens d'accepter le national-socialisme qui est courant aujourd'hui. Au contraire, il comprend que "faire face" signifiait prendre de la distance par rapport aux préjugés conventionnels et à l'unilatéralité, grâce auxquels on peut gagner "la liberté de l'histoire".

### Récompenses et adhésions
Heimpel reçoit de nombreuses distinctions scientifiques et adhésions pour ses recherches. En plus d'être membre des académies de Mayence, Munich, Leipzig, Heidelberg et Göttingen, il est membre du conseil d'administration de l'Institut Max-Planck d'histoire juridique européenne (de) à Francfort-sur-le-Main de 1968 à 1975. Il devient membre correspondant de la British Academy en 1986. Heimpel est membre honoraire de l'Institut autrichien de recherche historique (de). À l'occasion de son 70e anniversaire en 1972, une publication commémorative en trois volumes est publiée par des employés de l'Institut Max-Planck d'histoire. À l'occasion de son 70e anniversaire, la faculté de droit de l'Université de Fribourg lui décerne un doctorat honorifique. Toujours en 1971, il reçoit la médaille d'honneur de la ville de Göttingen (de). De plus, Heimpel reçoit le prix de la culture de la ville de Goslar en 1965. En 1967, il reçoit la Grande croix du Mérite de l'ordre du Mérite de la République fédérale d'Allemagne. En 1976, Heimpel reçoit la médaille « Munich brille » et en 1984 l'ordre bavarois de Maximilien pour la science et l'art.

## Impact

### Conséquences scientifiques
Contrairement à son collègue de Göttingen, Percy Ernst Schramm, l'impact de Heimpel se limite au monde germanophone. Le tableau historique des historiens allemands, avec leur fixation sur une puissance impériale forte au Moyen Âge, reste dominant même après 1945. Pas plus tard qu'en 1974, Walther Kienast (de) juge dans son ouvrage Deutschland und Frankreich in der Kaiserzeit (900–1270) avec le sous-chapitre Das Reich als europäische Führungsmacht à propos du discours universitaire de Fribourg de Heimpel Deutschlands Mittelalter – Deutschlands Schicksal : "Le discours est l'un des les meilleures choses sur le problème tant discuté sont dites de la politique impériale allemande. Depuis les années 1980, cependant, les études médiévales acquissent de nombreuses nouvelles connaissances sur la royauté médiévale. L'accent mis sur le pouvoir des rois allemands est abandonné. Au contraire, la règle consensuelle, l'interaction du roi, de la noblesse et de l'église, souligne comme une caractéristique essentielle de la règle médiévale dans les études médiévales modernes.
À l'occasion du centenaire de Heimpel en 2001, l'historien des sciences Klaus P. Sommer de Göttingen compare l'ouvrage Die Vener von Gmünd et Strasbourg avec les "grandes œuvres" de l'historien français Fernand Braudel. Il arrive à la conclusion qu'il s'agit "d'un sujet des années 1920" dont le traitement par Heimpel n'est "pas le moins du monde comparable ou innovant". Vers l'été, Klaus Graf (de) prend position sur Internet. Le Frankfurter Allgemeine Zeitung publie un article plus important à l'occasion du centenaire de la naissance de Heimpel.
Cependant, il n'y a pas de commémoration publique majeure dans l'une des nombreuses institutions auxquelles Heimpel a appartenu. L'Institut Max-Planck de Göttingen, qu'il fonde, entreprend également à l'occasion de son 100e anniversaire. Au printemps 2007, après 51 ans, il perd son orientation historique.

### Discussion sur le rôle de Heimpel dans le national-socialisme
En 1990, Hartmut Boockmann présente une biographie apologétique de son professeur universitaire estimé Heimpel. Boockmann acquitte littéralement Heimpel de toute implication national-socialiste. Toute critique du comportement de Heimpel pendant la période nazie est rejetée par Boockmann comme « antifascisme posthume ». Peter Schöttler a déjà appelé à une explication de Heimpel lors de la Journée des historiens (de) de 1994 à Leipzig : « La biographie de Heimpel et son comportement dans le Troisième Reich ont un besoin urgent d'un examen critique. La science historique allemande ne se préoccupe que très tardivement de l'implication de ses représentants dans le « IIIe Reich ». Cela déclenche des débats houleux lors de la Journée de l'historien de Francfort en 1998. La section "Les historiens allemands sous le national-socialisme" attire le plus d'attention le 10 septembre 1998, dirigée par Otto Gerhard Oexle (de) et Winfried Schulze (de). Cela déclenche également une discussion sur Hermann Heimpel. Après Winfried Schulze, Gerd Helm et Thomas Ott, l'œuvre de Heimpel soutient la politique de conquête nazie. Une contribution de Pierre Racine traite des années de Heimpel à Strasbourg. Dans sa contribution, Racine considère le rôle de Heimpel en tant que représentant de la science historique allemande dans le Troisième Reich comme complètement ambivalent. Arnold Esch (de) souligne "que Heimpel est l'un des très rares historiens allemands [...] qui a admis sa culpabilité et en a souffert".
Jusqu'à présent, seule une partie des dossiers et successions relatifs à Hermann Heimpel sont librement accessibles. En 1995 Sabine Krüger présente une édition source de 400 pages avec 80 pages de textes non imprimés de la succession de Heimpel. Ses dossiers personnels et de dénazification sont accessibles depuis le 23 décembre 1998, date du dixième anniversaire de la mort de Heimpel. Michael Matthiesen découvre et publie deux « préfaces » que Heimpel a données au début des semestres d'été et d'hiver de 1933 et 1933/34. Une biographie sur Heimpel est une lacune de la recherche, cependant, sa succession à la bibliothèque universitaire de Göttingen est bloqué jusqu'au 23 décembre 2018 à la demande de ses héritiers. Une évaluation globale unanimement acceptée de la relation de Heimpel avec le national-socialisme ne résulte pas de recherches antérieures. Ursula Wolf (1996) considère la vision du monde de Heimpel comme "déterminée dans une large mesure par des idées folkloriques". Michael Matthiesen le juge un "suiveur". Pour Helmut Heiber (de), il est un "activiste économique". Otto Gerhard Oexle attribue les différents jugements des historiens sur l'attitude de Heimpel envers le national-socialisme au manque de catégories d'évaluation appropriées.

## Publications (sélection)
Index des publications publiées dans :
- Eva Geuss, Herbert Geuss: Veröffentlichungen von Hermann Heimpel. In: Festschrift für Hermann Heimpel zum 70. Geburtstag am 19. September 1971. Bd. 3. Vandenhoeck & Ruprecht, Göttingen 1972,  (ISBN 3-525-35346-4), S. 713–731.
- Eva Geuss, Herbert Geuss, Sabine Krüger: Veröffentlichungen von Herman Heimpel. In: Aspekte. Alte und neue Texte. Herausgegeben von Sabine Krüger. Wallstein Verlag, Göttingen 1995,  (ISBN 3-89244-095-6), S. 423–450.

monographies
- Das Gewerbe der Stadt Regensburg im Mittelalter (= Vierteljahrsschrift für Sozial- und Wirtschaftsgeschichte. Beihefte. Bd. 9). Kohlhammer, Stuttgart 1926.
- Deutsches Mittelalter. Koehler & Amelang, Leipzig 1941.
- Die halbe Violine. Eine Jugend in der Residenzstadt München. Koehler, Stuttgart 1949.
- Der Mensch in seiner Gegenwart. Acht historische Essais. 2. erweiterte Auflage. Vandenhoeck & Ruprecht, Göttingen 1957 (online).
- Deutschland im späteren Mittelalter (= Sonderdruck aus Otto Brandt, Arnold Oskar Meyer, Leo Just: Handbuch der deutschen Geschichte, Bd. 1, Abschnitt 5). Akademische Verlags-Gesellschaft Athenaion, Konstanz 1957.
- Kapitulation vor der Geschichte? (= Kleine Vandenhoeck-Reihe. Bd. 27/27a). 3., vermehrte Auflage. Vandenhoeck & Ruprecht, Göttingen 1960.
- Zwei Historiker: Friedrich Christoph Dahlmann, Jacob Burckhardt (= Kleine Vandenhoeck-Reihe. Bd. 141). Vandenhoeck & Ruprecht, Göttingen 1962.
- Geschichtsvereine einst und jetzt. Vortrag gehalten am Tag der 70. Wiederkehr der Gründung des Geschichtsvereins für Göttingen und Umgebung (19. November 1962). Vandenhoeck & Ruprecht, Göttingen 1963.
- Drei Inquisitionsverfahren aus dem Jahre 1425. Akten der Prozesse gegen die deutschen Hussiten Johannes Drändorf und Peter Turnau sowie gegen Drändorfs Diener Martin Borchard (= Veröffentlichungen des Max-Planck-Instituts für Geschichte. Bd. 24). Vandenhoeck & Ruprecht, Göttingen 1969.
- Die Vener von Gmünd und Straßburg 1162–1447. Studien und Texte zur Geschichte einer Familie sowie des gelehrten Beamtentums in der Zeit der abendländischen Kirchenspaltung und der Konzilien von Pisa, Konstanz und Basel (= Veröffentlichungen des Max-Planck-Instituts für Geschichte. Bd. 52). 3 Bde. Vandenhoeck & Ruprecht, Göttingen 1982,  (ISBN 3-525-35378-2).

collection d'essais
- Aspekte. Alte und neue Texte. Herausgegeben von Sabine Krüger. Wallstein Verlag, Göttingen 1995,  (ISBN 3-89244-095-6).